# Арипіпразол
Арипіпразол (англ. Aripiprazole, лат. Aripiprazolum) — синтетичний лікарський засіб, що є похідним хінолінону, та належить до групи антипсихотичних препаратів. Арипіпразол застосовується переважно перорально, може також застосовуватися внутрішньом'язово. Арипіпразол синтезований у лабораторії компанії «Otsuka Pharmaceutical» у 1988 році, та застосовується у клінічній практиці з 2002 року.

## Фармакологічні властивості
Арипіпразол — синтетичний антипсихотичний препарат, що є похідним хінолінону. Механізм дії препарату дещо відрізняється від механізму дії більшості інших антипсихотичних препаратів, та полягає як у блокуванні, так і частковому агонізмі дофамінових рецепторів D2 і D3, а також серотонінових 5-HT1A-рецепторів, а також у блокуванні серотонінових 5-HT2A-рецепторів. Дія препарату призводить до зниження як продуктивної, так і негативної симптоматики психічних розладів, а наявність як агоністичної, так і антагоністичної активності до дофамінових рецепторів сприяє підвищенню ефективності арипіпразолу при різних рівнях ендогенного дофаміну та активності передачі у дофамінергічних шляхах. Препарат також має незначну активність до рецепторів 5-НТ7, альфа-1-адренорецепторів і H-1-гістамінових рецепторів. Арипіпразол практично не взаємодіє як із м-холінорецепторами, так і з н-холінорецепторами. Препарат застосовується як при гострих приступах шизофренії, так і для підтримуючого лікування шизофренії, а також при маніакальних епізодах біполярного афективного розладу. При застосуванні арипіпразолу вкрай рідкими явищами є підвищення рівня пролактину в крові, гіперглікемія, збільшення маси тіла, порушення провідності на ЕКГ, а також екстрапірамідні побічні ефекти.

### Фармакокінетика
Арипіпразол добре, проте повільно всмоктується після перорального застосування, біодоступність препарату становить 87 % при пероральному застосуванні. Максимальна концентрація арипіпразолу досягається протягом 3—5 годин після прийому препарату. Препарат практично повністю (на 99 %) зв'язується з білками плазми крові. Арипіпразол проходить через гематоенцефалічний бар'єр, через плацентарний бар'єр та виділяється в грудне молоко. Препарат метаболізується в печінці з утворенням як активних, так і неактивних метаболітів. Виводиться препарат із організму переважно з калом (60 %), частково із сечею (27 %). Період напіввиведення препарату становить 75 годин, період напіввиведення активного метаболіту препарату становить 94 години, даних за збільшення цього часу в осіб із порушенням функції печінки немає.

## Покази до застосування
Арипіпразол застосовують для лікування шизофренії, як при гострих приступах, так і для підтримуючого лікування, та маніакальних епізодів при біполярному афективному розладі.

## Побічна дія
При застосуванні арипіпразолу значно рідше, ніж при застосуванні інших антипсихотичних препаратів, спостерігаються підвищення рівня пролактину в крові, гіперглікемія, збільшення маси тіла, порушення провідності на ЕКГ, а також екстрапірамідні побічні ефекти. Найчастішими побічними ефектами препарату є акатизія і нудота; іншими побічними явищами при застосуванні препарату є неспокій, безсоння або сонливість, тривожність, депресія, тремор, запаморочення, загальмованість, головний біль, підвищення лібідо, погіршення зору, диплопія, тахікардія, ортостатична гіпотензія, диспепсія, блювання, запор, підвищене виділення слини, підвищена втомлюваність.

## Протипокази
Арипіпразол протипоказаний при підвищеній чутливості до препарату, старечій деменції, дитячому та підлітковому віці, при вагітності та годуванні грудьми.

## Форми випуску
Арипіпразол випускається у вигляді таблеток по 0,002; 0,005; 0,01; 0,015; 0,02 і 0,03 г; розчину для перорального застосування із вмістом діючої речовини 5 мг/5 мл; суспензії для ін'єкцій по 300, 400, 441, 662, 675, 882 і 1064 мг.